# José Carranza Chévez
José Carranza Chévez (ur. 31 marca 1920 w Comayagua, zm. 17 lipca 1980) – honduraski duchowny katolicki, biskup diecezjalny Santa Rosa de Copán 1962-1980.

## Życiorys
Święcenia kapłańskie otrzymał 19 grudnia 1942.
10 czerwca 1962 papież Jan XXIII mianował go biskupem diecezjalnym Santa Rosa de Copán. 25 lipca 1962 z rąk arcybiskupa Sante Portalupiniego przyjął sakrę biskupią. Funkcję sprawował aż do swojej śmierci.
Zmarł 17 lipca 1980.